# 880년대
880년대는 880년부터 889년까지를 가리킨다.